# Усинск (муниципальный округ)
Усинск (коми Ускар) — муниципальное образование со статусом муниципального округа (в 2005―2023 гг. — городского округа) в составе Республики Коми Российской Федерации.
Округ сформирован в границах административно-территориального образования город республиканского значения Усинск с подчинённой ему территорией.
Административный центр — город Усинск.
Город Усинск и подчинённые его администрации населённые пункты относятся к районам Крайнего Севера.

## География
Расположен в северной части республики. Граничит с Ненецким автономным округом на севере, с Усть-Цилемским районом на западе, Ижемским районом на юго-западе, муниципальным районом (городом республиканского подчинения с подчинённой ему территорией) Печора на юге, городским округом (городом республиканского подчинения с подчинённой ему территорией) Инта на востоке.

## История
Первые поселенцы на современной территории, подчинённой Усинску, появились здесь много веков назад: в бассейне реки Усы исследованные стоянки древнего человека относятся к периоду древнекаменного века. Веками жили на этой территории ненцы (самоеды), привлечённые сюда лучшими пастбищами для оленей, обилием рыбы и пушного зверя пришли коми-ижемцы.
В конце XVIII века основано селение Усть-Уса, а в XIX веке на территории нынешнего округа появляются такие сёла как Праскань, Усть-Лыжа, Колва, Щельябож, Акись, Мутный Материк и другие.
Во времена СССР в селе Усть-Уса был построен аэродром. Здесь размещалось управление Печорского речного пароходства, склады, базы. Велось строительство Печорской железной дороги.
Промышленное освоение Усинских земель  с огромными запасами углеводородного сырья началось в 1960-е годы. Первая большая нефть была получена в 1962 году на реке Колва из скважины 7 Усинская. Так было открыто Усинское нефтяное месторождение. В 1967 году началась его опытно-промышленная разработка.
С 1975 до 1994 года существовал Усинский район с центром в рабочем посёлке Усинск, который 20 июля 1984 года был преобразован в город республиканского подчинения и выведен из состава района. В 1994 году Усинский район был упразднён, а его территория переподчинена городу республиканского значения Усинску.
В рамках организации местного самоуправления на территории, подчинённой Усинску, Законом Республики Коми от 5 марта 2005 года  был образован городской округ Усинск.
Законом Республики Коми от 27 декабря 2022 года городской округ к 1 января 2023 года был преобразован в муниципальный округ с переходным периодом до 1 января 2025 года.

## Население
| 2002    | 2009    | 2010    | 2011    | 2012    | 2013    | 2014    | 2015    | 2016    |
| ------- | ------- | ------- | ------- | ------- | ------- | ------- | ------- | ------- |
| 52 845  | ↘50 783 | ↘47 229 | ↘47 074 | ↘46 682 | ↘46 096 | ↘45 754 | ↘45 221 | ↘44 799 |
| 2017    | 2018    | 2019    | 2020    | 2021    | 2024    |         |         |         |
| ↘44 525 | ↘44 090 | ↘43 691 | ↘42 780 | ↘36 913 | ↘35 807 |         |         |         |

### Урбанизация
Городское население (город Усинск) составляет 87,13 % от всего населения округа.

### Национальный состав
По переписи 2010 года: 
- Всего — 47229 чел.
- русские — 26395 чел. (59,6 %),
- коми — 6548 чел. (14,8 %),
- украинцы — 3375 чел. (7,6 %)
- татары — 3170 чел. (7,2 %)
- башкиры — 1100 чел. (2,5 %)
- азербайджанцы — 669 чел. (1,5 %)
- белорусы — 653 чел. (1,5 %)
- чуваши — 440 чел. (1,0 %)
- указавшие национальность — 44322 чел. (100,0 %).

По итогам переписи населения 2020 года проживали следующие национальности (национальности менее 0,1 % и другое, см. в сноске к строке «Другие»):
| Национальность | Численность, чел. | Доля     |
| -------------- | ----------------- | -------- |
| Русские        | 14 725            | 39,89 %  |
| Коми           | 4403              | 11,93 %  |
| Татары         | 1288              | 3,49 %   |
| Украинцы       | 874               | 2,37 %   |
| Азербайджанцы  | 405               | 1,10 %   |
| Башкиры        | 352               | 0,95 %   |
| Ногайцы        | 209               | 0,57 %   |
| Марийцы        | 153               | 0,41 %   |
| Белорусы       | 138               | 0,37 %   |
| Чуваши         | 136               | 0,37 %   |
| Лезгины        | 105               | 0,28 %   |
| Узбеки         | 74                | 0,20 %   |
| Таджики        | 72                | 0,20 %   |
| Армяне         | 69                | 0,19 %   |
| Чеченцы        | 62                | 0,17 %   |
| Молдаване      | 52                | 0,14 %   |
| Мордва         | 48                | 0,13 %   |
| Немцы          | 37                | 0,10 %   |
| Другие         | 13 711            | 37,14 %  |
| Итого          | 36 913            | 100,00 % |

## Населённые пункты
В состав административно-территориального образования и округа входят 20 населённых пунктов:
| №  | Населённый пункт | Тип     | Население |
| -- | ---------------- | ------- | --------- |
| 1  | Акись            | деревня | 130       |
| 2  | Васькино         | деревня | 89        |
| 3  | Верхнеколвинск   | посёлок | →0        |
| 4  | Возей            | посёлок | →0        |
| 5  | Денисовка        | деревня | 494       |
| 6  | Захарвань        | деревня | 378       |
| 7  | Колва            | село    | 346       |
| 8  | Кушшор           | деревня | 29        |
| 9  | Мичаёль          | посёлок | 0         |
| 10 | Мутный Материк   | село    | 977       |
| 11 | Новикбож         | деревня | 434       |
| 12 | Парма            | пгт     | ↘684      |
| 13 | Праскан          | деревня | 44        |
| 14 | Приполярный      | посёлок | 0         |
| 15 | Сынянырд         | деревня | 24        |
| 16 | Усадор           | посёлок | 266       |
| 17 | Усинск           | город   | ↘31 200   |
| 18 | Усть-Лыжа        | село    | 345       |
| 19 | Усть-Уса         | село    | ↘1028     |
| 20 | Щельябож         | село    | 570       |

## Административно-территориальное устройство
Административно-территориальное устройство, статус и границы города республиканского значения Усинска с подчиненной ему территорией установлены Законом Республики Коми от 6 марта 2006 года № 13-РЗ «Об административно-территориальном устройстве Республики Коми» Административно-территориальное образование включает 8 административных территорий:
| № | Административная территория                                      | Административный центр | Населённые пункты                                                       | Количество населённых пунктов |
| - | ---------------------------------------------------------------- | ---------------------- | ----------------------------------------------------------------------- | ----------------------------- |
| 1 | город республиканского значения Усинск с прилегающей территорией | город Усинск           | город Усинск                                                            | 1                             |
| 2 | посёлок городского типа Парма с подчиненной ему территорией      | пгт Парма              | пгт Парма                                                               | 1                             |
| 3 | посёлок сельского типа Усадор с подчиненной ему территорией      | пст Усадор             | пст Усадор, пст Верхнеколвинск, пст Возей, пст Мичаёль, пст Приполярный | 5                             |
| 4 | село Колва с подчиненной ему территорией                         | с. Колва               | с. Колва, д. Сынянырд                                                   | 2                             |
| 5 | село Мутный Материк с подчиненной ему территорией                | с. Мутный Материк      | с. Мутный Материк, д. Васькино, д. Денисовка                            | 3                             |
| 6 | село Усть-Лыжа с подчиненной ему территорией                     | с. Усть-Лыжа           | с. Усть-Лыжа, д. Акись                                                  | 2                             |
| 7 | село Усть-Уса с подчиненной ему территорией                      | с. Усть-Уса            | с. Усть-Уса, д. Новикбож                                                | 2                             |
| 8 | село Щельябож с подчиненной ему территорией                      | с. Щельябож            | с. Щельябож, д. Захарвань, д. Кушшор, д. Праскан                        | 4                             |

## Экология
В 1994 году в Усинском районе на трубопроводе «Возей — Головные сооружения» с Харьягинского месторождения произошёл крупный разлив нефти — было залито сотни гектаров земли. Вылилось около 200 тысяч тонн нефти. Нефть и нефтепродукты попали в реки Колва, Уса, Печора.
24 мая 2013 года общественники зафиксировали нефтезагрязнение на поверхности воды в районе 2 и 3 мостов через Колву и чёрный лёд в районе 4 моста. Такая же картина наблюдалась на протяжении почти двухсот километров вверх по реке. Источником мощного загрязнения реки стало ООО «СК „РУСВЬЕТПЕТРО“» (совместная компания АО «Зарубежнефть» и КНГ «PetroVietnam»), скрывшее нефтеразлив, произошедший в ноябре 2012 года, в результате которого нефтепродукты попали в окружающую среду — на береговую линию и поверхность ручья Возей-Шор и далее распространились по рекам Колве, Усе и Печоре.
14 и 16 ноября 2015 года на участке между приёмо-сдаточным пунктом дожимно-насосной станции Южно-Ошского нефтяного месторождения и узлом подключения к межпромысловому нефтепроводу «Харьяга — Уса» ООО «ЛУКОЙЛ-Коми», в результате разгерметизации произошло два нефтеразлива.  Нефтесодержащая жидкость находится под толстым слоем снега в 1,5 км от реки Колва.
В октябре 2020 года произошёл очередной крупный разлив нефти из недействующего нефтепровода Харьягинского месторождения в Ненецком автономном округе, принадлежащего компании «ЛУКОЙЛ-Коми», в реку Колву в районе Усинска. 11 мая 2021 года глава городского округа Усинск второй раз за последние семь месяцев ввёл в муниципалитете режим чрезвычайной ситуации: из-за разгерметизации в Ненецком автономном округе напорного нефтепровода от магистральной насосной станции Ошского месторождения в НАО до ДНС-5 Харьягинского месторождения из нефтесборного коллектора одной из скважин Ошского месторождения, принадлежащего компании «ЛУКОЙЛ-Коми», в почву и реку Колва вылилось порядка 90 тонн нефтепродуктов. Радужную плёнку заметили на поверхности реки Колвы в районе четвёртого моста. Площадь загрязнения нефтепродуктами достигла почти 13 тыс. м². 13 мая нефтяное пятно дошло до села Колва. Всемирный фонд дикой природы (WWF), ссылаясь на собственные исследования на месте происшествия, а также на данные космических изображений, полученных межрегиональной проектной группой РИСКСАТ, заявил, что разлив нефти на дюкерном переходе через реку Колва нефтепровода с Ошского месторождения ТПП «ЛУКОЙЛ-Севернефтегаз» КЦДНГ-5 ООО «ЛУКОЙЛ-Коми» в Ненецком автономном округе начался задолго до 11 мая 2021 года. Оперативный космический мониторинг показал, что утечка на дюкерном переходе происходила в течение месяца, а в начале мая, после того как растаял снег и лёд на реке, нефть попала в воду. Ущерб от разлива нефти может достичь миллиарда рублей, но Лукойл рассчитывает на относительно небольшой штраф за «инцидент». Гринпис России опубликовал снимки, которые зафиксировали нефтеразлив еще в апреле. В деревне Кипиево люди запасаются дождевой водой, потому что река загрязнена, а в скважинах вода такого качества, что разъедает ёмкости. Водозаборы города Усинска расположены на реке Усе выше по течению от впадения Колвы. 17 мая в Интернете появились объявления, в которых местных жителей просили помочь с уборкой нефти, обещая платить 10 тыс. рублей за каждые 200 литров нефтесодержащей жидкости. У Лукойла вместо автоматики, которая фиксирует утечку нефти из трубы диаметром 325 мм нефть, на дюкерном переходе стоят обычные ручные задвижки, которые не срабатывают при падении давления в трубопроводе и не перекрывают его. Лукойл поставил на реке баржу и собирает ту нефть, которая к ней прибивается. В пробе воды, взятой 23 мая сотрудниками «Новой газеты» из реки Печоры у деревни Новикбож (300 км от места аварии) концентрация нефтепродуктов составила 0,106 мг/дм³, что более чем в 2 раза превышает предельно допустимую концентрацию (верхний порог — 0,05 мг/дм³).  В пробе воды, взятой из реки Колва 25 мая у села Колва (160 км от места аварии), концентрация нефтепродуктов, определённая Испытательным центром МГУ, составила 25 мг мг/дм³, что в 500 раз превышает ПДК. Сброс такой воды в природные водоёмы и водотоки не допускается. После аварии на Ошском нефтяном месторождении в Республике Коми возбудили уголовное дело о загрязнении вод, повлекшем причинение существенного вреда животному или растительному миру (ч. 1 ст. 250 УК). По сообщению прокуратуры, загрязнение земли и акватории рек Колва и Уса носит «масштабный характер», а устранение последствий аварии потребует «длительного времени и значительных финансовых затрат». Ранее уголовное дело о нарушении правил охраны окружающей среды при производстве работ (ст. 246 УК) после разлива нефти на реке Колве возбудил Следственный комитет России по Архангельской области и Ненецкому автономному округу.
27 мая 2021 года в 20 км от Усинска в ручей Домник-Ель (приток Колвы) произошло попадание нефтесодержащей жидкости — в районе нефтескважины № 447 зафиксирован грифон — самопроизвольный выброс из скважины горной породы и пластовых вод в водные объекты. Следственными органами Следственного комитета Российской Федерации по Республике Коми по факту произошедшего в районе нефтескважины № 447 выброса породы и пластовых вод организована процессуальная проверка.